# 가모촌 (히로시마현)
가모촌(加茂村)은 일본 히로시마현 후카야스군에 설치되었던 촌이다. 현재의 후쿠야마시의 일부에 해당한다.

## 역사
- 1889년 4월 1일 - 정촌제 시행에 의해 야스나군 4촌의 구역을 가지고 발족하였다.
- 1898년 10월 1일 - 소속군이 후카야스군으로 변경되었다.
- 1955년 3월 31일 - 야마노촌, 히로세촌과 합병해 가모정이 발족, 동일 가모촌은 폐지되었다.

## 참고문헌
- 角川日本地名大辞典 34 広島県